# George Ackles
George Edward Ackles (Pittsburgh, Pensilvania; 4 de julio de 1967) es un exjugador de baloncesto estadounidense. Con 2.06 de estatura, su puesto natural en la cancha era el de pívot.

## Trayectoria

### Clubes
| Club                     | País           | Año         |
| ------------------------ | -------------- | ----------- |
| Ourense                  | España         | 1991 - 1992 |
| Rapid City Thrillers     | Estados Unidos | 1992 - 1993 |
| Peñarol de Mar del Plata | Argentina      | 1993        |
| Montreal Dragons         | Canadá         | 1993        |
| Columbus Horizon         | Estados Unidos | 1993        |
| Fargo-Moorhead Fever     | Estados Unidos | 1993 - 1994 |
| Rochester Renegade       | Estados Unidos | 1994        |
| Fidefinanz Bellinzona    | Suiza          | 1994 - 1995 |
| Olympique Fribourg       | Suiza          | 1995 - 1996 |
| Keravnos Nicosia         | Chipre         | 1996 - 1998 |
| Las Vegas Silver Bandits | Estados Unidos | 1999        |
| Rosaire                  | Líbano         | 2000        |
| Shanghai Sharks          | China          | 2000 - 2001 |
| Las Vegas Rattlers       | Estados Unidos | 2001 - 2002 |
| Beijing Ducks            | China          | 2002        |
| Soles de Jalisco         | México         | 2002        |